# Vanadocendichlorid
Vanadocendichlorid oder nach IUPAC-Nomenklatur Dichlorobis(η5-cyclopentadienyl)vanadium(IV), ist eine metallorganische Verbindung  aus der Familie der Metallocene. Der grüne Feststoff ist mit dem Titanocendichlorid strukturell identisch. Vanadocendichlorid ist ein 17 Elektronenkomplex und aufgrund seines ungepaarten Elektrons paramagnetisch.

## Gewinnung und Darstellung
Vanadocendichlorid wurde zuerst von Geoffrey Wilkinson and Birmingham durch die Umsetzung von Vanadiumtetrachlorid VCl4 mit Cyclopentadienylnatrium NaC5H5 in Tetrahydrofuran hergestellt.
{\displaystyle \mathrm {VCl_{4}+\ 2\ Na(C_{5}H_{5})\ {\xrightarrow[{}]{THF}}\ VCl_{2}(C_{5}H_{5})_{2}+\ 2\ NaCl} }
Zur Reinigung wurde das Produkt mit Chloroform und  Salzsäure extrahiert und mit Toluol umkristallisiert.

## Eigenschaften
Vanadocendichlorid zersetzt sich bei Anwesenheit von Feuchtigkeit unter Bildung von Chlorwasserstoff.

## Verwendung
Vanadocendichlorid ist ein verbreiteter Precursor für die Herstellung von Bis(cyclopentadienyl)vanadium(IV)-Verbindungen.
Durch Reduktion von Vanadocendichlorid erhält man Vanadocen V(C5H5)2.

## Biologische Bedeutung
Wie Titanocendichlorid, ist auch Vanadocendichlorid ein potentieller Kandidat für die Krebstherapie und ist daher Gegenstand zahlreicher Untersuchungen. Der Mechanismus ist noch nicht geklärt, aber es gibt Hinweise darauf, dass es mit dem Protein Transferrin wechselwirkt.